# سنگ‌خیزکان
سنگ‌خیزکان (نام علمی: Mantophasmatidae) نام یک تیره از فروراسته سنگ‌خیزک‌واران (Mantophasmatodea) است. به این تیره صخره‌خزها و گلادیاتورها هم گفته شده‌است. از آنجا که این جانوران مثل یک دورگه عجیب بین آخوندک‌ها (راسته Mantodea) و چوبک‌سانان (راسته Phasmotodea) به نظر می‌رسند نام علمی Mantoplasmotodea برای آنها برگزیده شده‌است. با الهام از ظاهر هولناک و زرهی که بدنشان را مانند شفیره می‌پوشاند، آنها را گلادیاتور هم نامیده‌اند.

## کالبدشناسی
سنگ‌خیزک‌ها برخلاف ملخ‌ها فاقد بالند. پاهای جلویشان نیز مانند آنچه که در آخوندک‌ها برای گرفتن، نگه داشتن و زنده خوردن شکار به کار می‌رود، توسط خارهایی تزیین می‌شود. اما سرو پاهای عقبی این حشرات ناکام آشکارا با سروپاهای آخوندک‌ها فرق می‌کند. از نمای بالا این حشرات تقریباً شبیه چوبک‌سانان گیاهخوار به نظر می‌رسند اما قطعه دوم بدنشان از قطعه دوم بدن چوبک‌سانان کوتاه‌تر است و در روده‌هایشان بخش‌هایی از بدن سایر حشرات وجود دارد که دلیلی بر گوشتخوار بودن آنهاست. لارو این حشرات خیلی سریع رشد می‌کند و تا پیش از رسیدن به بلوغ چندین بار پوست می‌اندازد.

## خوراک
گلادیاتورها گوشتخوارند و انواع مختلفی از حشرات را می‌خورند که جثه بعضی از آنها به بزرگی خودشان است. در طبیعت به هنگام تغذیه از بیدهای کوچک، ماهی‌های نقره‌ای و سوسری‌ها دیده شده‌اند. در اسارت به نظر می‌رسد که مگس زنده و جیرجیرک را ترجیح می‌دهند. کرم‌های آرد مرده نیز به مذاقشان خوش می‌آید.
این جانوران از دست‌های قدرتمندشان برای ثابت نگه داشتن طعمه کوچک استفاده می‌کنند. برای گرفتن طعمه‌های بزرگتر پاهای وسطشان را نیز به کار می‌برند (ملخ‌های گوشتخوار نیز از تکنیک شکار چهاردستی مشابهی استفاده می‌کنند). حشرات بزرگتر ابتدا با گازهای قوی در ناحیه گردن کشته می‌شوند سپس گلادیاتور بلعیدن حشرات را از سر آغاز می‌کند. او به غیر از بال‌ها و پاها تمام بخش‌های بدن طعمه‌اش را می‌خورد.
گلادیاتورهای جوان آسیب‌دیده‌ای دیده شده‌اند که قربانی همنوع‌خواری بوده‌اند. 